# Un indio en París
Un indio en París (en francés: Un indien dans la ville) es una película francesa de 1994 dirigida por Hervé Palud.
Más tarde se realizó un remake para la audiencia estadounidense bajo el título Jungle 2 Jungle protagonizada por Tim Allen y filmada en Manhattan

## Argumento
Steph Marchadot (Thierry Lhermitte) es un broker residente en París, que quiere divorciarse de su esposa, Patricia (Miou-Miou) para poder casarse con Charlotte (Arielle Dombasle). Sin embargo, su esposa está viviendo en la amazonia venezolana entre los nativos desde hace 13 años, por lo que Steph viaja hasta el lugar y se reúne con ella para pedirle que firme los papeles del divorcio.
Una vez allí, Patricia le cuenta que él es padre de Mimi-Siku (Ludwig Briand), criado en el lugar. La mujer accede a firmar los papeles a cambio de que se lleve al niño (ya adolescente) a París de visita. Mimi-Siku, ya en territorio francés, conoce a los hijos de Richard (Patrick Timsit), amigo de Steph, y se enamora de su hija, Sophie.

## Lanzamiento en Estados Unidos
Poco después de su lanzamiento en Francia en diciembre de 1994, Disney vio la película como una posibilidad de atraer a una audiencia familiar en los Estados Unidos y consideró darle un lanzamiento limitado en ciudades selectas. Antes de estrenarla en ciudades selectas, Disney decidió lanzarla bajo la marca de Touchstone Pictures ya que sintieron que tenía temas maduros como para una típica película de Disney.
En oposición a lanzar la película en los Estados Unidos con subtítulos dejando el diálogo en francés, Disney contrató a varios actores de series animadas para doblar el diálogo en francés y sustituirlo con un formato en inglés. También le dieron a la película un nombre estadounidense, Little Indian, Big City. Bajo este nuevo título americanizado y doblaje de diálogo, Touchstone finalmente lanzó la película a una audiencia selecta  el 22 de marzo de 1996.

### Recepción crítica y taquilla
Tras su lanzamiento en Estados Unidos, muchos críticos del país reaccionaron cruelmente a la película. Roger Ebert premió a Little Indian, Big City una calificación de "Cero estrellas" y la llamó una de las peores películas jamás hechas diciendo que estaba molesto por el horrendo doblaje además del libreto y lo que él percibió como humor terrible. Terminó su reseña original del Chicago Sun-Times diciendo "Si bajo alguna circunstancia ves Little Indian, Big City, nunca te dejaré leer una de mis reseñas otra vez". El colega de Ebert, Gene Siskel, también rechazó la película diciendo que era probable que fuera candidata para peor película del año (o de cualquier otro año). Él también dijo que si se hubiera esparcido más sobre la película lo suficiente en los Estados Unidos, las audiencias habrían sido "engañadas para pagar una película totalmente poco profesional." Cuando Siskel y Ebert vieron la película durante su lanzamiento, uno de los rollos se rompió y el tercero estaba perdido. Un ejecutivo le informó a Siskel y Ebert que se les permitiría volver a la semana siguiente y ver el rollo. Siskel y Ebert volvieron y vieron el tercer rollo, y al momento de terminar de ver la película, Siskel fue citado diciendo lo siguiente: "Si esto fuera el legendario pietaje perdido de The Magnificent Ambersons, esta película todavía apestaría." Tanto Siskel como Ebert dijeron que esta era una de las peores películas que habían visto juntos (aunque no figura en la lista de Ebert de las más odiadas), y en enero de 1997, en un episodio de su programa que rememora "Lo peor del año" de 1996, Ebert se refirió a "Little Indian, Big city" la segunda peor película del año, justo detrás de Mad Dog Time.
Peter Stack de San Francisco Chronicle dijo que el doblaje "presta pegajosidad a una ya inepta comedia". Un crítico de San Francisco Examiner dijo que "el verdadero problema con esta película es que ni siquiera es graciosa. Dirigida por Herve Palud y escrita por Palud e Igor Aptekman, es algo ligero que no exhiba la considerable fascinación y regalos de Lhermitte como cómico. En esta película, parece un idiota cuya boca se mueve de una forma francesa, inexplicablemente soltando las palabras de algún tonto americano poco inspirado." Janet Maslin de The New York Times brutalizó a la producción: "Lo que sea que haya sido divertido - posiblemente nada - sobre la popular comedia francesa [...] Las audiencias estadounidenses pueden verla desaparecer ante sus ojos. Esta película ha sido doblada en inglés tan malísimamente que se vuelve un horror discordante. Aunque los actores, incluyendo a Thierry Lhermitte, Arielle Dombasle y Miou Miou, muestran pálidos signos visuales de gentileza y civilidad, ellos se han vuelto ahora bóeres crudamente americanizados en la dolorosa pista de audio en inglés." James Berardinelli abrió su reseña con un parágrafo el cual dice, "Little Indian, Big City, el nombre estadounidense dado a la comedia francesa de pez-fuera-del-agua de Herve Palude, L'Indian dans la Ville, fácilmente una de las experiencias más tediosas de ver de 1996. Yo estuve tan cerca de irme de esta película como todo lo que he visto. Nadie, no importa que tan desesperados estén por entretenimiento familiar, debería ser sometido a la indignidad de sentarse a ver esta excusa de noventa minutos de película."
La película tiene un puntaje de 13% con base en 8 reseñas en Rotten Tomates.
La película también fracasó en la taquilla en su lanzamiento en Estados Unidos; La película abrió en 545 en los Estados Unidos, pero finalmente recaudó solamente $1.029.731 en los cines estadounidenses.

## Reparto
- Thierry Lhermitte.....Stéphane Marchadot
- Patrick Timsit.....Richard Montignac
- Ludwig Briand.....Mimi-Siku
- Miou-Miou.....Patricia Marchadot
- Arielle Dombasle.....Charlotte